# 平井神社 (城陽市)
平井神社（ひらいじんじゃ）は、京都府城陽市大字平川字東垣外にある神社である。旧社格は村社。

## 祭神
- 神速須佐之雄命（かむはや すさのおの みこと） – 江戸時代までは疫病に霊験あらたかな牛頭天王
- 竒稲田比売命（くしいなだひめの みこと） – 江戸時代までは頗梨采女か
- 八十猛命（やそたけるの みこと） – 江戸時代までは八王子権現か[2][3]

の三神

## 概要
創建年代は不詳。真言宗蓮開寺の配下として江戸時代中期の1733年（享保18年）には存在していた。当時は牛頭天王社と呼ばれていたが、1869年（明治2年）に現在の名前に改名。
平川地区の氏神として、古くから人々の信仰を集める。

## 社殿
- 本殿: 1645年（正保2年）建立。一間社流造。正面の柱に桃山時代風の彫刻
- 若宮神社: 江戸時代初期建立。一間社流造。正面の柱に桃山時代風の彫刻
- 鳥居: 1685年（貞享2年）再興。再興の年の刻印あり
- 神紋: 木瓜紋
- 末社
  - 若宮神社
  - 大国主神社
  - 天満宮社

## 主な神事
- 例大祭: 10月7日
- 祈年祭: 3月 第2日曜日
- 新嘗祭: 3月 第2日曜日
- 御火焚祭: 12月15日

## 文化財ほか
京都府登録文化財
- 本殿と若宮神社 – 1987年3月登録。
- 鳥居 – 1987年3月登録。

京都府文化財環境保全地区
- 境内 – シイ・カシなどの古木の茂る境内として1987年3月に登録。

## 画像

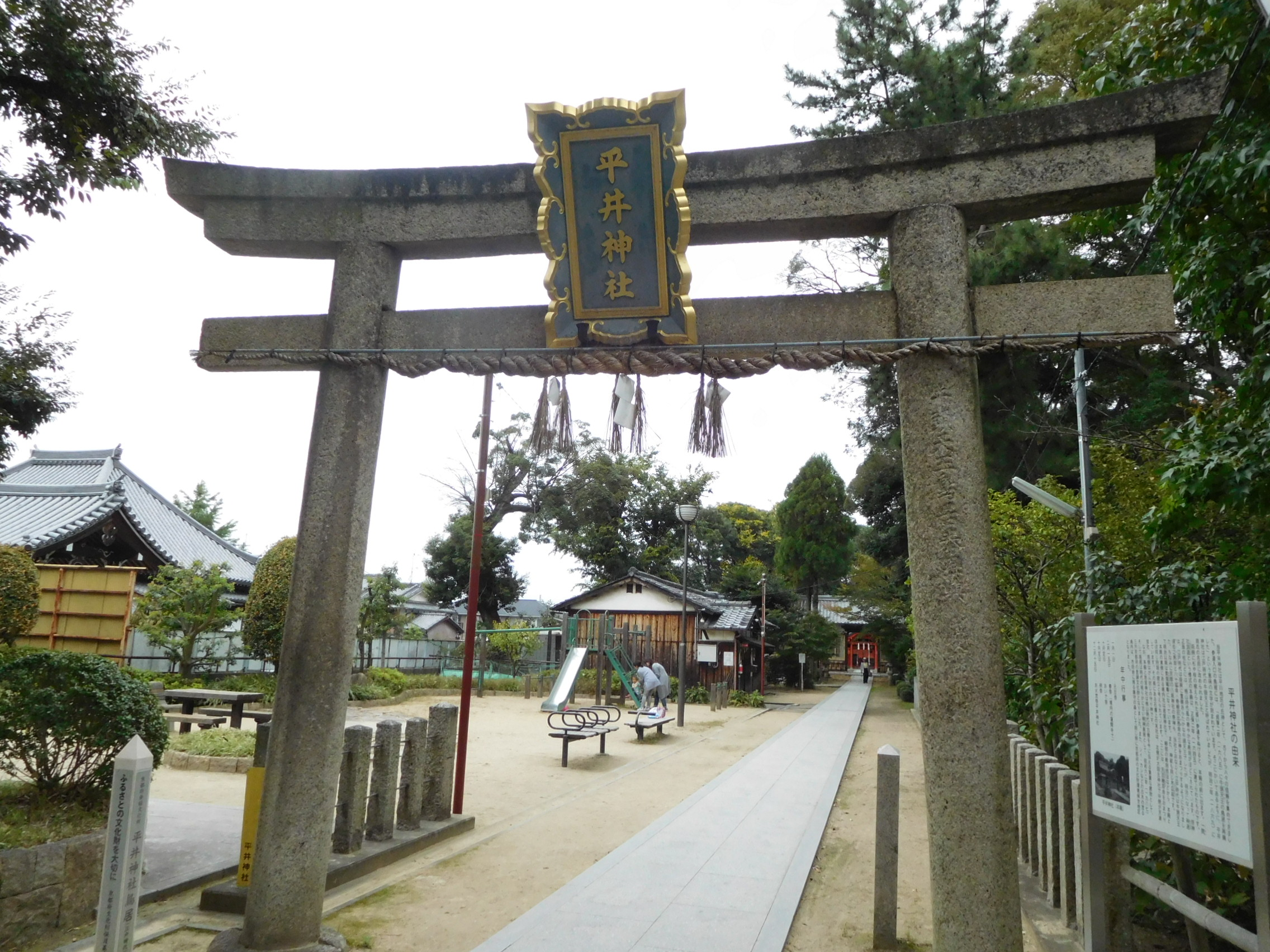
平井神社鳥居
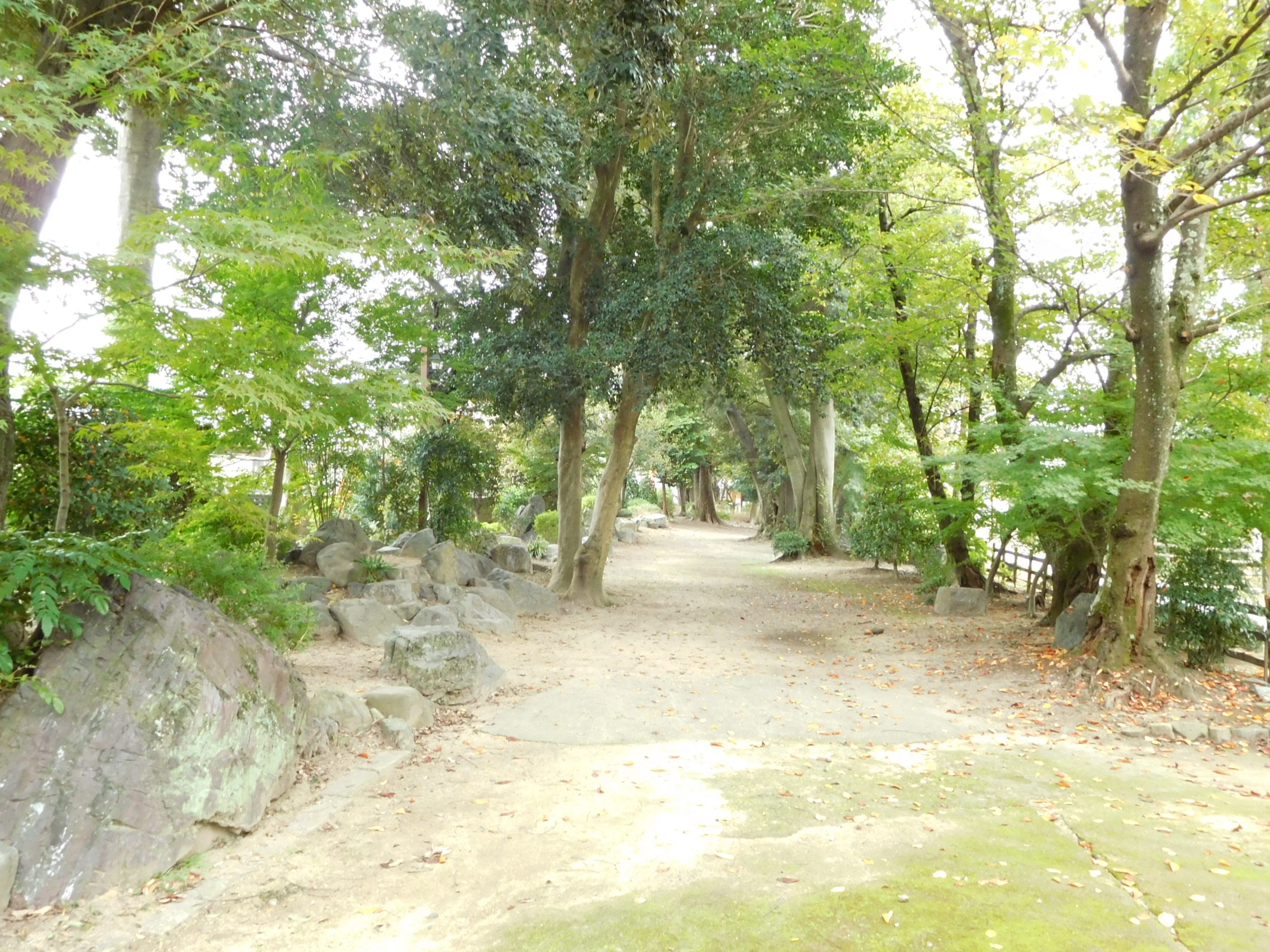
境内
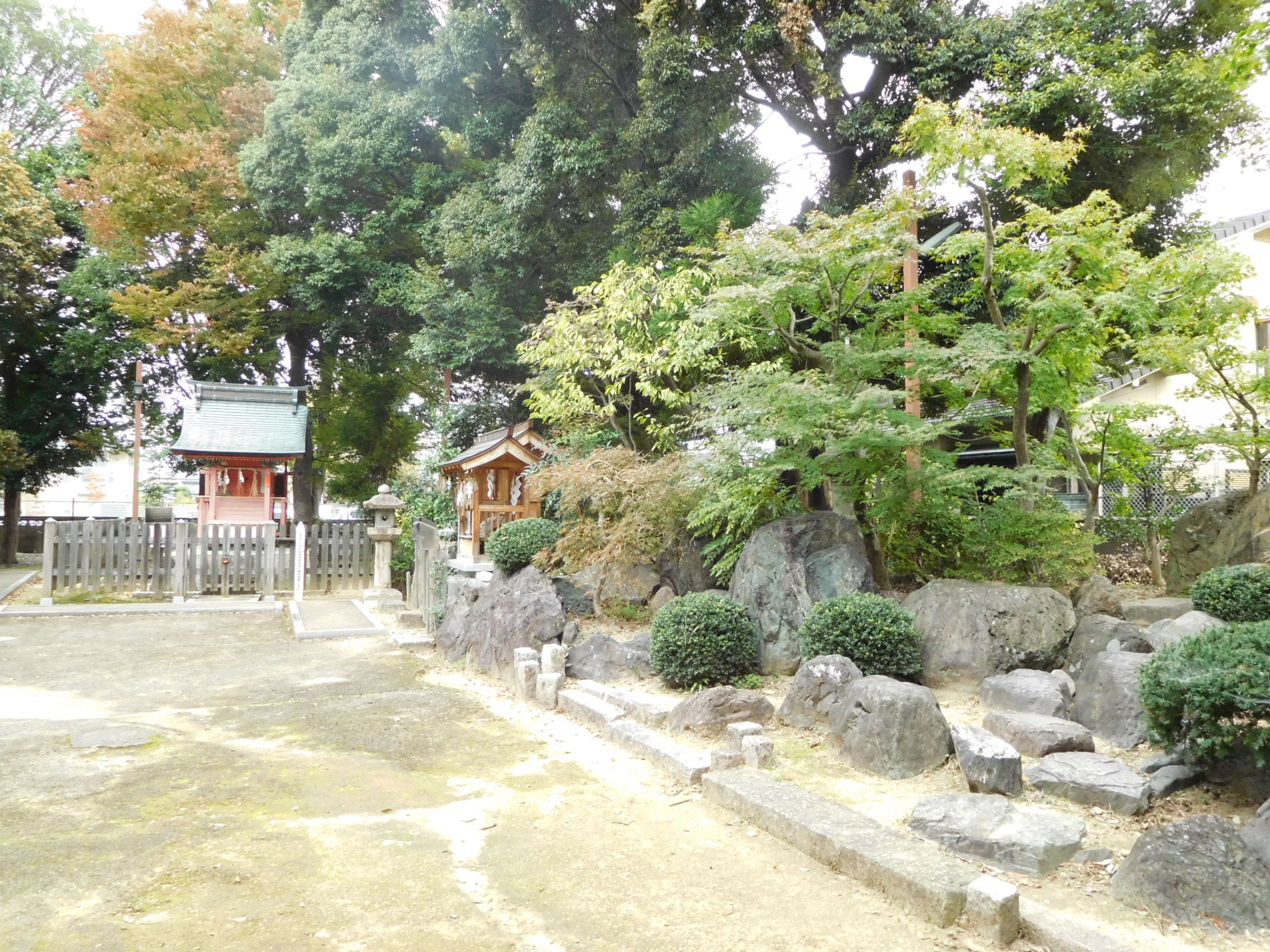
境内
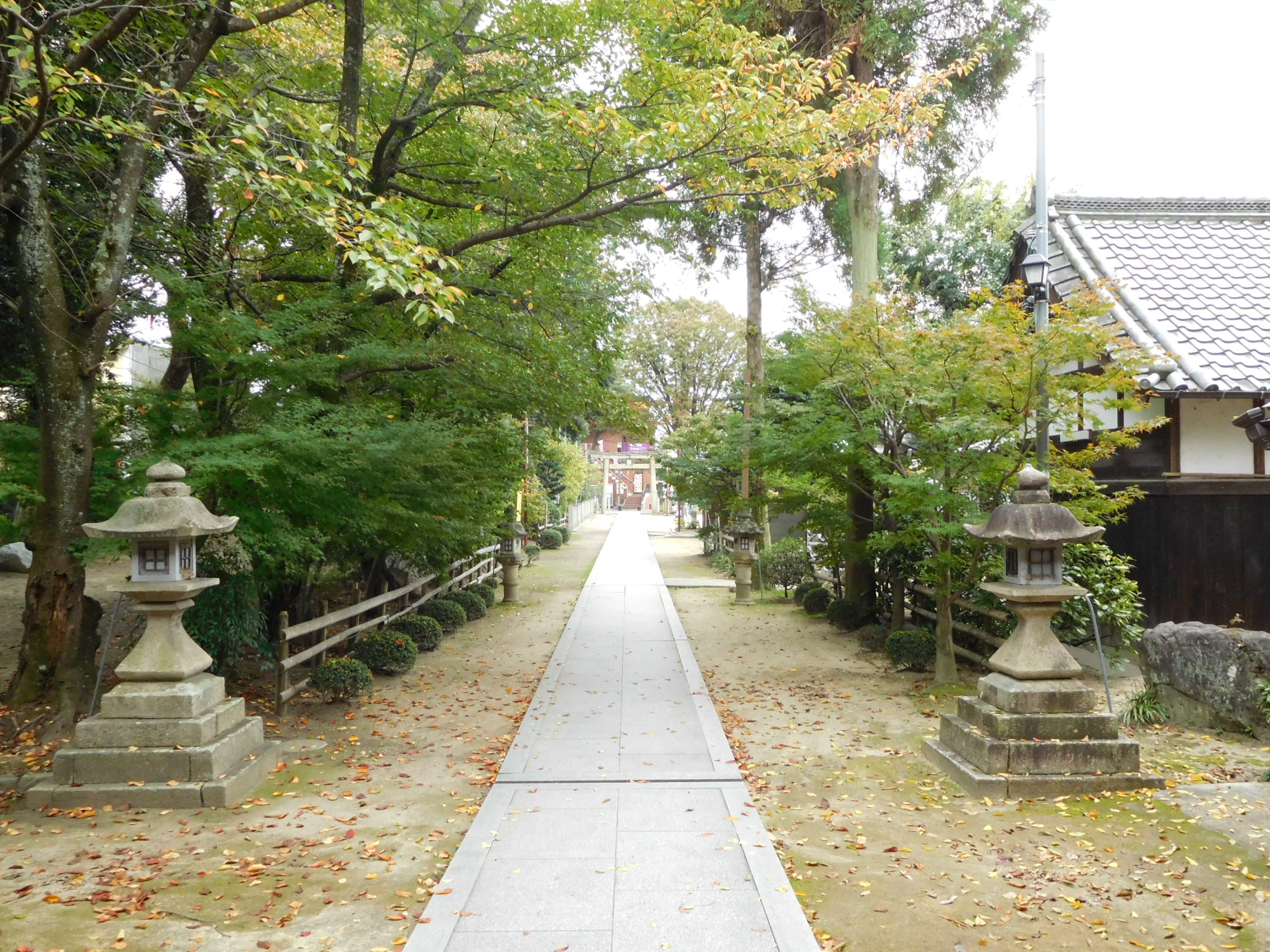
参道
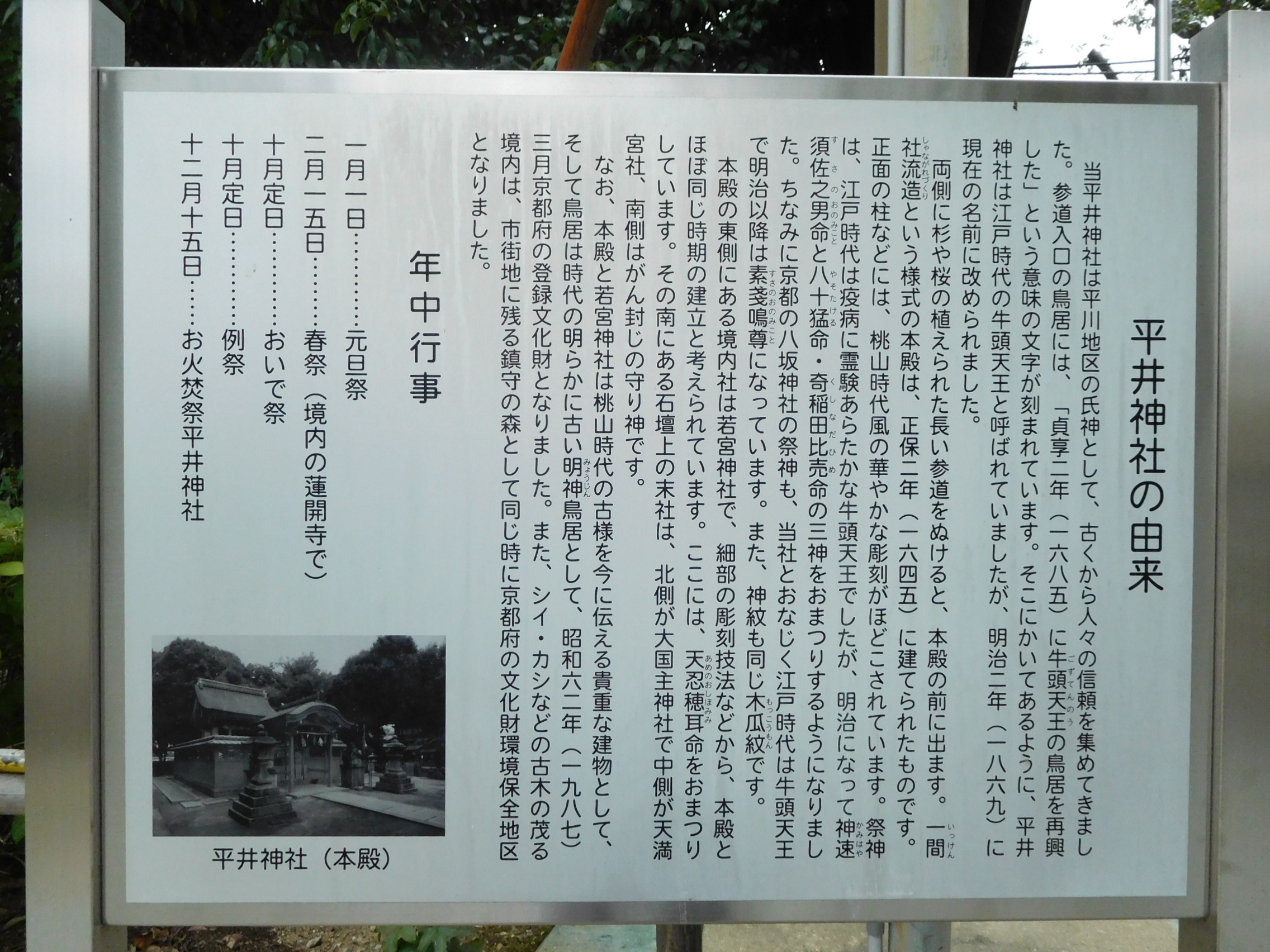
由来等を記した説明板

## 交通
- 近鉄京都線 久津川駅の西隣。

## 参考資料
- 境内設置の案内板他

## 付近
- 久津川駅 – 字東垣外
- 浄土宗 （山号なし）[4]安養寺 – 東垣外
- 真宗興正派 政所山浄圓寺 – 東垣外[5]
- 城陽市立久津川小学校 – 平川指月。1889年の久津川村発足に伴い、浄圓寺境内を利用したのがはじまり
- 真言宗 蓮開寺 – 平川字指月。当平井神社（平川牛頭天王社）の神宮寺
- 指月塚古墳 – 平川指月（久津川古墳群）
- 久津川 車塚古墳 – 平川字車塚（久津川古墳群）
- 丸塚古墳 – 平川字車塚（久津川古墳群）
- 芭蕉塚古墳 – 平川字茶屋字裏
- 御拝茶屋八幡宮 – 平川茶屋裏[6]
- 赤塚古墳 – 円墳。平川廃寺跡に隣接（久津川古墳群）
- 平川廃寺 – 平川古宮
- 浄土宗 光明山本願院来迎寺 – 久世字南垣内[7]
- 芝ケ原古墳（群） – 寺田字大谷（久津川古墳群）
- 久世廃寺（跡） – 久世字芝ケ原。古代の廃寺であり、久世若王社（久世神社）の神宮寺の若王寺とは別。[8]
- 久世神社（神仏分離令以前の名称は若王社、久世若王社、華霊天神社） – 久世芝ケ原。社殿と若王寺内の仏像は西山浄土宗萬福寺（万福寺、南垣外）へ移動
  - 若王寺 – 神宮寺。神仏分離令以降廃寺、のちに破壊
    - 大日堂（現存）
- 正道官衙遺跡 – 寺田字正道
- 式内 旦椋神社 – 宇治市大久保町北ノ山
- 大久保駅 – 宇治市広野町西裏